# نادي كاباز
نادي كاباز لكرة القدم (بالأذرية: Kəpəz Peşəkar Futbol Klubu) هو نادي كرة قدم أذربيجاني، تأسس سنة 1959.

## وصلات خارجية
- الموقع الرسمي